# Satreelex, the Iron Ladies
Pour plus de détails, voir Fiche technique et Distribution.
Satreelex, the Iron Ladies (thaï: สตรีเหล็ก / Satree lek) est une comédie thaï réalisée par Yongyooth Thongkonthun sortie en 2000,.
Le film raconte l'histoire vraie d'une équipe masculine "mixte" de volley-ball, composée principalement de garçons "sensibles" flamboyants : travestis (kathoey), transgenres et homosexuels.
Le film a été réalisé par Youngyooth Thongkonthun et écrit par Visuttchai Boonyakarnjawa et Jira Maligool.
En 2003, la combinaison d'une suite et d'une préquelle intitulée Satree lek 2  fut tournée. L'histoire raconte comment les personnages des Iron Ladies se sont rencontrés et comment ils se réunirent ensuite pour un nouveau tournoi de volley. La version luk thung de "I will survive" vaut le détour. 

## Synopsis
Le film se déroule en 1996, quand la vraie équipe a participé et remporté les championnats nationaux de volley-ball masculin en Thaïlande. Les deux personnages principaux, Mon et Jung, sont deux travestis homosexuels, qui ont toujours été écartés par les entraîneurs de volley-ball en raison de leurs extravagances et de leurs façons de se tenir lors des matchs ( de leur apparence[style à revoir]). Cependant, quand une équipe locale change d'entraîneur, le nouvel entraîneur mène des qualifications pour monter une nouvelle équipe. Quand Mon et Jung sont retenus, la plupart des anciens joueurs démissionnent, laissant leur entraîneur, Bee, dans une situation précaire.
Mon et Jung sont alors forcés d'enrôler certains de leurs amis homosexuels et transgenres qui avaient joué au volley-ball à l'université. Ces nouveaux joueurs sont Wit, qui n'a pas encore annoncé son homosexualité à sa fiancée, Pia, une danseuse transgenre et Nong, un homosexuel officier dans l'armée. Quand la compétition commence, tous les joueurs de l'équipe sont homosexuels ou transgenres sauf un.
En raison de leurs excentricités et de leurs tenues (de leur apparence[style à revoir]) sur le parquet (habillements fantaisistes, danse de victoire consistant à un charmant toucher en rythme du popotin de son camarade etc.), la plupart des organisateurs veulent exclure l'équipe, rapidement surnommée « Iron Ladies », du tournoi. Cependant, les organisateurs changent d'opinion à voir comment l'équipe est acclamée par la foule.
Dans le générique de fin du film, les vraies « Iron Ladies » sont montrées comme elles étaient[style à revoir] au moment de la réalisation du film.

## Distribution
Le film met majoritairement en vedette une distribution thaïlandaise :
- Jesdaporn Pholdee : Chai
- Sahaphap Tor (Sahaparp Virakamintr) : Mon
- Chaicharn Nimpulsawasdi : Jung
- Giorgio Maiocchi : Nong
- Ekachai Buranapanit : Wit
- Kokkorn Benjathikoon : Pia
- Shiriohana Hongsopon : Coach Bee
- Phomsit Sitthijamroenkhun : April,
- Sutthipong Sitthijamroenkhun : May
- Anucha Chatkaew : June.

## Fiche technique
- Titre : Satreelex, the Iron Ladies
- Titre original : สตรีเหล็ก ou Satree lek
- Réalisation : Youngyooth Thongkonthun
- Scénario : Youngyooth Thongkonthun, Visuttchai Boonyakarnjawa, Jira Maligool
- Photographie : Jira Maligool
- Montage : Sunij Asavinikul
- Distribution : Tai Entertainment
- Pays :  Thaïlande
- Langue : Thaï
- Genre : Comédie, Sport
- Durée : 104 minutes (1h 44 min)
- Année de sortie : 2000 (Thaïlande), 3 septembre 2003 (France)[7]

## Accueil
Ce film obtient un très grand succès en Thaïlande lors de sa sortie en salle. À l'époque, en 2000, Satree Lek "Les demoiselles de fer" est le deuxième plus gros succès thaïlandais au cinéma après Nang Nak projeté l'année précédente en 1999, amassant près de 100 millions de bahts de recettes.
Il est projeté à Paris en salle en 2003 pendant 6 semaines et enregistre 6 050 entrées.

## Distinctions
Satreelex, the Iron Ladies est nommé douze fois dans des festivals de films internationaux et reçoit dix prix : Festival international du film de Toronto, Berlinale, Festival international du film de Busan (ou Pusan), San Francisco Asian American Film Festival[réf. nécessaire], Miami Gay and Lesbian Film Festival, Los Angeles Asian Pacific Film Festival, Festival international du film de Seattle, San Francisco International Lesbian and Gay Film Festival, Festival international du film de Marrakech, etc. ; Thailand National Film Association Awards .

(Grand succès en Thaïlande ainsi que dans les festivals de film internationaux, le film fut nommé douze fois et reçut dix prix, lors des Thailand National Film Association Awards, du Festival International du Film de Toronto et des Berlinales. Il a aussi concouru au Festival international du film de Pusan, au San Francisco Asian American Film Festival, au Miami Gay and Lesbian Film Festival, au Los Angeles Asian Pacific Film Festival, au Seattle International Film Festival et au San Francisco International Lesbian and Gay Film Festival.[réf. souhaitée])